# Ludwig De Winter
Ludwig De Winter (né le 31 décembre 1992 à La Louvière dans la province de Hainaut en Belgique) est un coureur cycliste belge, professionnel de 2015 à 2021.

## Biographie
Ludwig De Winter naît le 31 décembre 1992 à La Louvière en Belgique. Son père Gautier est directeur sportif, son frère Gordon et son cousin Hugo sont également cyclistes. Il est surnommé « Lulu ».

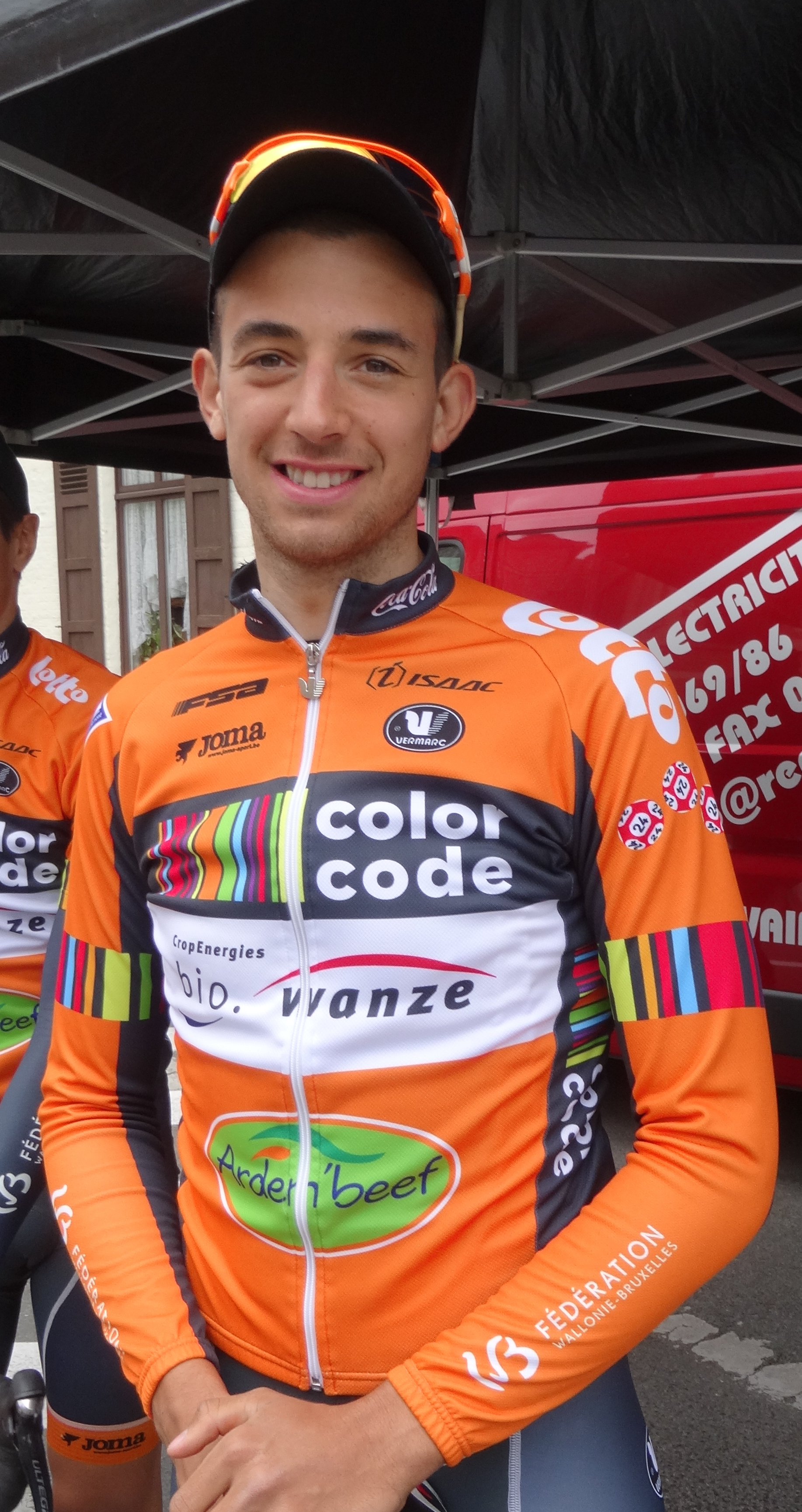
Ludwig De Winter au départ de la 3e étape du Triptyque des Monts et Châteaux 2014 à Belœil.

Il commence le cyclisme à l'âge de douze ans dans la catégorie des aspirants. Membre du club Crazy Bikers lors de sa première année, il réalise quelques podiums. L'année suivante, il quitte son premier club pour celui d'Optique Lauwerys. En 2007, il effectue sa dernière année dans sa catégorie. Il ne termine cependant pas la saison à cause de problèmes de poids, qui le feront alors arrêter le vélo pendant deux ans.
Il reprend la compétition en avril 2009 dans la catégorie des juniors. En 2010, Ludwig De Winter intègre l'équipe Verandas Willems-CC Chevigny pour sa deuxième et dernière année junior. Il remporte cette saison-là deux victoires et se place à dix-huit reprises dans les dix premiers de course. En 2012, toujours dans la même équipe, il devient champion provincial du Hainaut espoir et élite sans contrat.
En 2013, il devient membre de l'équipe continentale Color Code-Biowanze. En avril, il remporte pour la deuxième année de suite le championnat provincial du Hainaut espoir. Il s'impose également sur quatre courses régionales et termine deuxième d'une étape du Tour de la province de Namur. Grâce à ses bons résultats, il est sélectionné pour la première fois en équipe nationale au Grand Prix Jef Scherens. Il tente de prendre l'échappée mais la loupe de peu. Il déraille par la suite et abandonne la course. Après cette course, il dresse son bilan de l'année qu'il juge plutôt positif et espère franchir des paliers pendant l'hiver pour bien commencer l'année 2014 : « Je crois que j'ai bien progressé au cours de chaque saison. C’est évident que j’ai encore plus évolué cette saison grâce au suivi que nous apporte l’équipe ainsi qu'aux précieux conseils de Christophe Brandt et de Christophe Detilloux. Ayant obtenu mon diplôme en juin dernier, je compte bien, à partir de maintenant, me consacrer uniquement au vélo. J’espère franchir des paliers cet hiver et débuter la saison 2014 tambour battant ».
En avril 2014, il devient champion du Hainaut du contre-la-montre espoirs. En mai, il remporte une course régionale à Ensival devant son coéquipier Ludovic Robeet. Deux jours plus tard, il remporte une autre épreuve régionale, disputée cette fois-ci à Hooglede. Présent fin juillet au départ du Tour de Wallonie au sein de l'équipe nationale, il s'échappe notamment avec trois autres coureurs sur la deuxième étape qui passe par sa ville natale.
Il est annoncé fin septembre 2014 que Ludwig De Winter entre en 2015 dans l'équipe continentale Wallonie-Bruxelles. Pour ses débuts professionnels, il s'adjuge le classement du meilleur grimpeur au Tour de Wallonie. Il se classe par ailleurs  neuvième de Binche-Chimay-Binche et douzième du Circuit de Wallonie. 
Durant la saison 2016, il évolue principalement dans un rôle d'équipier, en particulier pour le sprinteur de l'équipe Baptiste Planckaert. Il obtient quant à lui son meilleur classement sur la Coupe Sels, dont il prend la dixième place.
En 2017, sa formation est promue à l'échelon continental professionnel, la deuxième division mondiale. Au cours de l'été, il s'impose en solitaire sur le Grand Prix Lucien Van Impe, une kermesse professionnelle disputée autour d'Erpe-Mere, avec près de deux minutes d'avance sur ses plus proches poursuivants. Une victoire non sans émotion pour le coureur louviérois, qui signe ainsi sa première victoire depuis son passage chez les professionnels. Il se montre ensuite à son avantage à l'occasion de la Coupe Sels, empruntant plusieurs chemins non goudronnés. Alors qu'il figure parmi le groupe de tête composé de six coureurs, il est distancé après avoir subi une quatrième crevaison, et doit finalement se contenter de la sixième place.
Il arrête sa carrière de coureur à l'issue de Binche-Chimay-Binche 2021.

## Palmarès et résultats

### Palmarès par année
- 2012
  - Champion du Hainaut sur route
  - Champion du Hainaut sur route espoirs
- 2013
  - Champion du Hainaut sur route espoirs
- 2014
  - Champion du Hainaut du contre-la-montre espoirs
- 2017
  - Grand Prix Lucien Van Impe
- 2018
  - Grand Prix Paul Borremans

### Classements mondiaux
Ludwig De Winter se classe 630e au classement individuel de l'UCI Europe Tour 2014 avec quatorze points.
| Année           | 2014 | 2015 |
| --------------- | ---- | ---- |
| UCI Europe Tour | 630e | 942e |